# قهوه و دونات

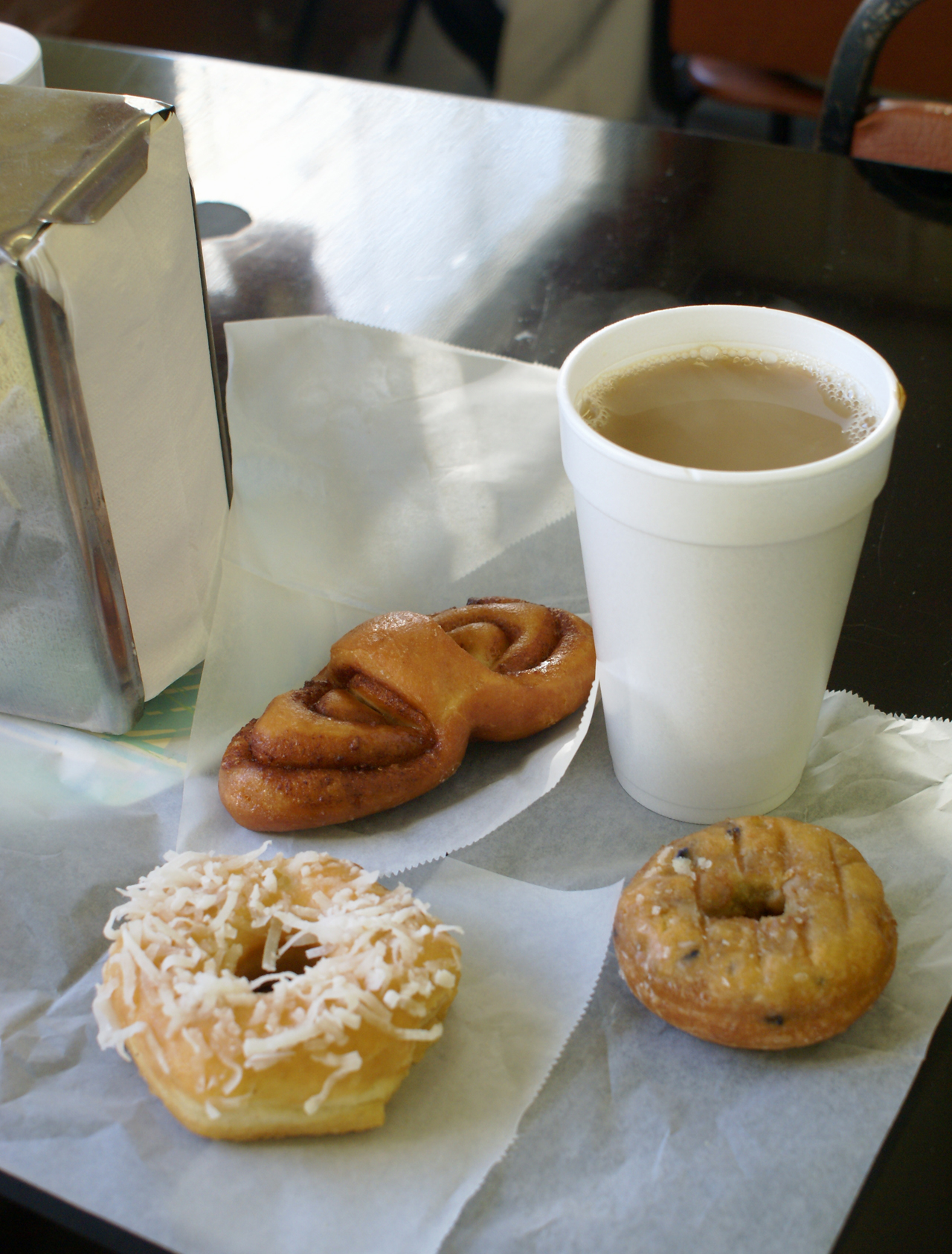
قهوه و دونات در کافی شاپ

قهوه و دونات یک جفت غذا و نوشیدنی رایج در ایالات متحده و کانادا است. این جفت اغلب به عنوان یک صبحانه ساده در مغازه‌های دونات فروشی و همچنین کافی شاپ‌ها مصرف می‌شود. این جفت ممکن است به عنوان یک نوشیدنی هم سرو و مصرف شود.
گاهی استراحت‌های قهوه به عنوان یک استراحت کاری در اواسط صبح یا اواسط بعد از ظهر "برای مصرف قهوه و دونات (یا رول)" گرفته می‌شود. در سال ۱۹۸۹، هری بالزر، تحلیلگر ارشد صنعت شرکت تحقیقات بازار ان‌پی‌دی گروپ، اظهار داشت که در ایالات متحده، ۴۱ تا ۴۲٪ از کل صبحانه‌ها شامل قهوه و ۱۴٫۲٪ از کل صبحانه‌ها شامل یک دونات است.
قهوه و دونات گاهی به عنوان بخشی از رویدادها و جمع‌آوری کمک‌های مالی برای سازمان‌ها، موسسات خیریه، گروه‌ها و شرکت‌های مختلف ارائه می‌شود.